# Cristóbal Ortega
Cristóbal Ortega (25. července 1956, Ciudad de México – 2. ledna 2025, Ciudad de México) byl mexický fotbalista, záložník. V sezóně 1982/1983 byl vyhlášen mexickým fotbalistou roku. Po skončení aktivní kariéry působil jako trenér.

## Fotbalová kariéra
V mexické lize hrál za Club América. S týmem získal šest mistrovských titulů. Za reprezentaci Mexika nastoupil v letech 1977–1986 ve 24 utkáních a dal 4 góly. Byl členem mexické reprezentace na Mistrovství světa ve fotbale 1978, kde nastoupil v utkání proti Polsku. Byl také členem mexické reprezentace na Mistrovství světa ve fotbale 1986, ale v utkáních nenastoupil.

## Ligová bilance
| Ročník                  | Zápasy | Góly | Klub         |
| ----------------------- | ------ | ---- | ------------ |
| 1. mexická liga 1974/75 | -      | -    | Club América |
| 1. mexická liga 1975/76 | 14     | 4    | Club América |
| 1. mexická liga 1976/77 | 38     | 9    | Club América |
| 1. mexická liga 1977/78 | 27     | 5    | Club América |
| 1. mexická liga 1978/79 | 15     | 1    | Club América |
| 1. mexická liga 1979/80 | 34     | 7    | Club América |
| 1. mexická liga 1980/81 | 31     | 3    | Club América |
| 1. mexická liga 1981/82 | 33     | 1    | Club América |
| 1. mexická liga 1982/83 | 37     | 2    | Club América |
| 1. mexická liga 1983/84 | 35     | 0    | Club América |
| 1. mexická liga 1984/85 | 37     | 3    | Club América |
| 1. mexická liga 1985/86 | -      | -    | Club América |
| 1. mexická liga 1986/87 | 38     | 0    | Club América |
| 1. mexická liga 1987/88 | 37     | 1    | Club América |
| 1. mexická liga 1988/89 | 38     | 0    | Club América |
| 1. mexická liga 1989/90 | 38     | 0    | Club América |
| 1. mexická liga 1990/91 | 32     | 0    | Club América |
| 1. mexická liga 1991/92 | 3      | 0    | Club América |
| CELKEM 1. mexická liga  | 512    | 38   |              |